# Atlanta Hawks 1982-1983
La stagione 1982-83 degli Atlanta Hawks fu la 34ª nella NBA per la franchigia.
Gli Atlanta Hawks arrivarono secondi nella Central Division della Eastern Conference con un record di 43-39. Nei play-off persero al primo turno con i Boston Celtics (2-1).

## Roster
| N° | Naz.                   | Ruolo | Sportivo          | Anno | Alt. | Peso |
| -- | ---------------------- | ----- | ----------------- | ---- | ---- | ---- |
| 1  | Stati Uniti (bandiera) | G     | Wes Matthews      | 1959 | 185  | 77   |
| 2  | Stati Uniti (bandiera) | G     | Rory Sparrow      | 1958 | 188  | 79   |
| 3  | Stati Uniti (bandiera) | G     | Eddie Johnson     | 1955 | 188  | 82   |
| 7  | Stati Uniti (bandiera) | GA    | Randy Smith       | 1948 | 191  | 82   |
| 10 | Stati Uniti (bandiera) | AC    | Steve Hawes       | 1950 | 206  | 100  |
| 11 | Stati Uniti (bandiera) | G     | Keith Edmonson    | 1960 | 196  | 88   |
| 16 | Stati Uniti (bandiera) | G     | Johnny Davis      | 1955 | 188  | 77   |
| 21 | Stati Uniti (bandiera) | GA    | Dominique Wilkins | 1960 | 201  | 91   |
| 30 | Stati Uniti (bandiera) | C     | Tree Rollins      | 1955 | 216  | 107  |
| 31 | Stati Uniti (bandiera) | AC    | Rickey Brown      | 1958 | 208  | 98   |
| 32 | Stati Uniti (bandiera) | AC    | Dan Roundfield    | 1953 | 203  | 93   |
| 34 | Stati Uniti (bandiera) | GA    | Mike Glenn        | 1955 | 188  | 79   |
| 40 | Stati Uniti (bandiera) | GA    | Rudy Macklin      | 1958 | 201  | 93   |
| 41 | Stati Uniti (bandiera) | AC    | Sam Pellom        | 1951 | 206  | 102  |
| 44 | Stati Uniti (bandiera) | A     | Scott Hastings    | 1960 | 208  | 107  |
| 52 | Stati Uniti (bandiera) | AC    | George T. Johnson | 1948 | 211  | 93   |
| 54 | Stati Uniti (bandiera) | AC    | Tom McMillen      | 1952 | 211  | 98   |

## Staff tecnico
- Allenatore: Kevin Loughery
- Vice-allenatori: Brendan Suhr, Fred Carter